# 블루스카이게임즈
블루스카이게임즈(BLUESKYGAMES)는 대한민국의 게임 개발사이다. 2014년에 설립되었다.

## 제작 게임
- 모바일 메인 타이틀
  - 루티에 : 탄막슈팅
  - 루티에 RPG 클리커
  - 루티에 크로니클
  - 루티에 사가
  - 루티에 이터널 (미출시)
- 모바일 서브 타이틀
  - 루티에 RPG 서포터
  - 루티에 미니게임월드

## 활동
- 2017 대한민국 게임대상 - 스타트업 기업상 수상
- 2017 문체부, 한콘진 주관 이달의 우수게임 - 인디부문 장관상 수상
- 2018 문체부, 한콘진 주관 이달의 우수게임 - 인디부문 장관상 수상
- 2019 서울 산업 진흥원(SBA) 콘텐츠 지원사업 기업선정

## 연혁

### 2022년
- 04월 - N6 B패밀리 IP 게임 공동 개발 계약

### 2021년
- 03월 - 루티에 RPG클리커, 글로벌 퍼블리싱 계약 <ENP 글로벌>

- 11월 - 국제 콘텐츠 마켓 SPP BTB 참가

### 2019년
- 05월 - <루티에 크로니클> 사전예약 시작
- 05월 - 게임 박람회 플레이엑스포 참가
- 07월 - <루티에 크로니클> 1차 CBT 진행
- 10월 - SBA 콘텐츠 지원사업 선정
- 10월 - <루티에 크로니클> 출시
- 11월 - 국제 게임 전시회 G-star BTB, BTC 참가
- 12월 - 서울 게임콘 참가 : 서울맛겜 (서울산업진흥원/플루토니움)

### 2018년
- 01월 - 일본 퍼블리싱 계약 체결<샤크스튜디오>
- 01월 - 동남아 퍼블리싱 계약 체결<루딕게임즈>
- 05월 - <루티에 미니게임월드> 출시
- 05월 - 게임 박람회 플레이엑스포 참가
- 07월 - 이달의 우수게임 선정. 문체부장관상 수여
- 08월 - SBA 콘텐츠 지원사업 선정
- 11월 - 국제 게임 전시회 G-star 참가

### 2017년
- 03월 - <루티에RPG클리커>앱스토어 무료인기 3위
- 03월 - 원스토어 이달의 추천 인디게임 선정
- 05월 - 게임 박람회 플레이엑스포 참가
- 06월 - TV도쿄 월드 비즈니스 위성방송(WBS) 소개
- 07월 - ㈜블루스카이게임즈 벤처인증
- 08월 - 글로벌 팝 컬처 페스티벌 코믹콘 서울 참가
- 09월 - 이달의 우수게임 선정, 문체부장관상 수여
- 10월 - 구글 플레이스토어 피처드 선정
- 10월 - 코리아 스타트업 포럼 정회원사
- 11월 - 2017 대한민국 게임대상 스타트업 기업상 수상
- 11월 - 국제 게임 전시회 G-star 참가

### 2016년
- 02월 - 기업 부설 연구소 설립
- 03월 - 한양대학교 산학협력 체결
- 04월 - 중앙대학교 산학협력 체결
- 07월 - <루티에RPG클리커> 베타버전 개발완료
- 10월 - 창조경제 투자퍼레이드 참가
- 12월 - 국제게임전시회 G-star 참가
- 12월 - <루티에RPG클리커>출시

### 2015년
- 04월 - <루티에>for Kakao 런칭
- 08월 - <루티에> 런칭
- 09월 - GSC 2015 Fall 박람회 참가

### 2014년
- 02월 - ㈜블루스카이게임즈 설립
- 12월 - 프로젝트<루티에> 베타 버전 개발 완료